# Sol Butler
Edward Solomon „Sol“ Butler (* 3. März 1895 in Hutchinson, Kansas; † 1. Dezember 1954 in Chicago) war ein US-amerikanischer Weitspringer.
1919 siegte er bei den Interalliierten Spielen.
1920 wurde er mit seiner persönlichen Bestleistung von 7,52 m US-Meister und reiste als Favorit zu den Olympischen Spielen in Antwerpen. Bei seinem ersten Versuch erlitt er jedoch einen Sehnenriss und musste den Wettkampf beenden; mit 6,60 m wurde er Siebter.